# ون بلس 7
ون بلس 7 وون بلس 7 برو (بالإنجليزية: The OnePlus 7 and 7 Pro)‏ هي هواتف ذكية تعمل بنظام أندرويد ويتم تصنيعها بواسطة ون بلس. تم كشف النقاب عنها في 14 مايو 2019.

## وصلات خارجية
| سبقه ون بلس 6تي | OnePlus 7 & 7 Pro 2019 | تبعه OnePlus 7T & 7T Pro |